# 下山街道 (岡崎市)
下山街道（しもやまかいどう）とは、愛知県岡崎市滝町から市内北部（旧額田町地域）の下山（現・保久町方面）に至る街道である。

## 概要
この地域の集落の多くは山々の間に存在する。隣の集落へ行くにしても川や沢を渡り、峠を越えていかなければならない。よって道は地形的に制約があった。その中で地域間を貫き、他の集落へ出る道はどれもすべて重要な道筋であった。
岡崎市北部（旧額田町地域）を東西に抜ける下山街道は、滝から大柳を経て一色を通り、下山の集落に至る。さらに東に行けば新城に通じる挙母街道に通じる街道で、昔からこの地域に住む人々の重要な道であった。滝から大柳までは大沼街道と同じ道筋である。大沼街道は大柳簡易郵便局の交差点を北に行くが、下山街道は一色のある東へ進む。
1889年（明治22年）5月から、額田郡六道の1つとして大がかりな改修工事が行われた。現在、一色町内に残る「永瀬」と題する碑文に刻まれる文字がこのときの様子を伝えている。
また1926年（大正15年）から1939年（昭和14年）までの期間も、四期にわたって改修工事が行われている。これにより一色にも朝1往復・夕1往復の通学バスが通ることが可能になったという。

## 沿線・周辺
- 岡崎市役所下山出張所
- 岡崎市立下山小学校
- 岡崎市下山学区市民ホーム
- 岡崎市下山保育園
- JAあいち三河下山出張所
- 保久八幡宮
- 保久下公民館